# The Pure Hell of St Trinian's
The Pure Hell of St Trinian's är en brittisk komedifilm från 1960 i regi av Frank Launder.
Filmen baseras på Ronald Searles skämtteckningar om St Trinian's School. Det är den tredje i en serie med fyra filmer om flickskolan St Trinian's.

## Handling
En hängiven lärare tar över St Trinian's sedan flickorna bränt ner skolan, men det visar sig snart att han har andra planer också.

## Rollista i urval
- Cecil Parker - professor Canford
- George Cole - Flash Harry
- Joyce Grenfell - polissergeant Ruby Gates
- Eric Barker - Culpepper Brown
- Thorley Walters - Butters
- Irene Handl - Miss Harker-Parker
- Dennis Price - Gore Blackwood
- Sid James - Alphonse O'Reilly
- Raymond Huntley - domaren
- Nicholas Phipps - major Hargreaves
- John Le Mesurier - utbildningsministern
- Cyril Chamberlain - kaptenen
- Clive Morton - V.I.P.
- Wensley Pithey - polischefen
- Liz Fraser - konstapel Susan Partridge